# Self Deception
Self Deception (МФА: [ˌself dɪˈsepʃn], с англ. — «Самообман») — шведская рок-группа из Стокгольма, oснованая летом 2005 года Андреасом Кларком и Эриком Эклундом. Жанры варьируются от альтернативного до электронного рока.

## История
История создания группы началась в 2004 году, когда солист Андреас Кларк, ошибся адресатом, отправил SMS басисту Эрику Эклунду, который сразу понял, что у него нашёлся единомышленник. Кларк и Эклунд любили одну и ту же музыку и оба были в поиске участников в свои музыкальные группы. В начале 2005 года они начали совместный проект, который назвали Self Deception. Название возникло из размышлений о том, что Кларк и Эклунд играли в различных проектах, так и не раскрывших их по-настоящему. Через общих друзей Эклунд нашёл гитариста Габриэля Раухофера и басиста Никласа Уэстера. Группа записала первое демо и начала распространять музыку через различные музыкальные онлайн-форумы.
Свой первый контракт группа подписала с лейблом Rooster и в 2007 выпустила альбом Restitution. Первым синглом альбома был «Relationship Redrum», видео к которому было записано в старой заброшенной психиатрической больнице Beckomberga в Стокгольме. После первых продолжительных гастролей и создания большого количества нового материала басист Никлас Уэстер покинул группу из-за личных проблем. После долгих поисков нового музыканта новым участником Self Deception стал басист Патрик Халлгрен. Группа подписала новый контракт с Ayam Music Group и начала работать с менеджером Линнеей Сундквист. С этого момента группа была готова записать новый альбом и решила поработать со шведским поп-продюсером Джоем Дебом, ныне известным в качестве автора песни для победителя конкурса «Евровидение-2015» Монса Сельмерлёва — «Heroes».
Летом 2011 года группа записала свой второй альбом Over the Threshold в знаменитой стокгольмской студии Studio 301. В альбом вошла песня «Can't Have It All», исполненная в дуэте с Линнеей Деб, являющейся известным автором песен для «Евровидения». Сингл «Over the Treshold» стал радио-дебютом для группы. В альбом также вошла одна из самых популярных песен группы — «The Shift». В этом же году группа гастролировала по Скандинавии и играла с такими группами, как Takida, Young Guns и Lower than Atlantis.
В 2012 году Габриэль Раухофер покинул группу. Гитарист Ронни Уэстфал стал новым постоянным участником группы.
В 2013 году Self Deception расторгли контракт с Ayam Music Group и решили сконцентрироваться на работе над новым материалом. Они начали работать с братом Эрика Эклунда, J-pop-продюсером Никласом Эклундом, который стал важным участником творческого процесса. Self Deception также работали с продюсером Дино Меданходзичем (Smash Into Pieces, Normandie, Hardcore Superstar, Adept, Kill The Kong). Мини-альбом These Walls был записан в начале 2014 года в студии Radionika под руководством Дино Меданходзича. Вскоре после записи EP These Walls группа подписала контракт с лейблом Ninetone. Трек «Killed Our Love» был выпущен как первый сингл и взял высокие места во многих музыкальных чартах, включая первое место в «Rock Top List» iTunes и шведском DigiListan.
В январе 2015 года группа сделала кавер на песню Алессо и Туве Лу — «Heroes». Песня пользовалась большим успехом благодаря различным потоковым сервисам.
В 2016 году Self Deception записали третий альбом вместе со шведским продюсером Патриком Фриском (Takida, Corroded, Plan Three, Yohio). Первый сингл был назван «Runaway Train», его релиз состоялся 30 сентября 2016 года. Несколько следующих синглов из альбома были добавлены в популярные плейлисты по всему миру, и группа взлетела в топы самых популярных стриминговых сервисов.
В 2018 году группа прекратила сотрудничество с Ninetone и решила двигаться дальше самостоятельно. Осенью, после написания и записи нового материала с Никласом Эклундом, группа начала «краудфандить» на новый альбом. Потребовалось всего 4 дня сбора для полного финансирования всего альбома, что показало, насколько группа стала популярна.
Выбрав новое звучание в своей музыке, группа вернулась к сотрудничеству с продюсером Дино Меданходзичем.
Весной 2019 года Self Deception выпустили несколько синглов, за которыми последовал EP под названием Endorse the Art. Название альбома отсылает к тому факту, что он финансировался фанатами. В конце 2019 года группа планировала выпустить свой четвёртый полноформатный альбом, однако в связи с пандемией COVID-19 релиз был перенесён.
В 2020 году группа выпустила четвёртый студийный альбом — Shapes, а также альбом ремиксов Reshaped.
В 2021 году группа выпустила три сингла — «The Fall», «Stockholm Hearts» и «Intoxicated Haze».
22 апреля 2022 года Self Deception выпустили сингл «Legends». 13 мая вышел сингл «PSYCHO». 25 ноября вышел ещё один сингл «Fight Fire With Gasoline». Тогда же стало известно, что альбом, в который войдут все ранее выпущенные синглы, выйдет 24 февраля 2023 года (однако название альбома опубликовано не было).
В январе 2023 года группа анонсировала тур по Финляндии, а также объявила название альбома — «You Are Only As Sick As Your Secrets». 5 февраля был выпущен последний сингл альбома, «11»
24 февраля 2023 года состоялся релиз альбома. Также был анонсирован тур в поддержку альбома
10 августа того же года была выпущена песня «The Scandinavian Dream»

## Участники
Текущие участники
- Андреас Кларк — вокал
- Эрик Эклунд — барабаны
- Ронни Уэстфал — соло-гитара
- Патрик Халлгрен — бас-гитара, бэк-вокал

Бывшие члены
- Габриэль Раухофер — соло-гитара
- Никлас Уэстер — бас-гитара

## Дискография
Студийные альбомы
- 2009 — Restitution
- 2012 — Over The Threshold
- 2018 — Self Deception
- 2020 — Shapes
- 2023 — You Are Only As Sick As Your Secrets

Альбомы ремиксов
- 2020 — Reshaped

Мини-альбомы (EP)
- 2014 — These Walls
- 2019 — Endorse The Art

Синглы
| Год  | Название композиции                                | Альбом                               |
| ---- | -------------------------------------------------- | ------------------------------------ |
| 2009 | «Postcard (Marked Better Place)»                   | Restitution                          |
| 2009 | «Relationship Redrum»                              | Restitution                          |
| 2009 | «Delusion»                                         | Restitution                          |
| 2009 | «Torn Down (Akustisk)»                             | Restitution                          |
| 2011 | «Over The Threshold»                               | Over The Threshold                   |
| 2011 | «The Shift»                                        | Over The Threshold                   |
| 2011 | «Stay Young»                                       | Over The Threshold                   |
| 2011 | «Fuckin' Perfect» (cover på Pink)                  | Over The Threshold                   |
| 2014 | «Killed Our Love»                                  | These Walls EP                       |
| 2014 | «Let's Never Leave This Bed»                       | These Walls EP                       |
| 2014 | «Killed Our Love» (Akustisk)                       | These Walls EP                       |
| 2015 | «Heroes (We Could Be)» (cover på Alesso & Tove Lo) |                                      |
| 2016 | «Runaway Train»                                    | Self Deception                       |
| 2016 | «Runaway Train (Acoustic version)»                 | Self Deception                       |
| 2016 | «Killed Our Love»                                  | Self Deception                       |
| 2017 | «My Addiction» (cover på Joakim Lundell)           | Self Deception                       |
| 2017 | «Broken Generation»                                | Self Deception                       |
| 2017 | «Because Of You»                                   | Self Deception                       |
| 2018 | «Eat Sleep Rock Repeat»                            | Self Deception                       |
| 2018 | «Let Go Remix feat. Procrasta Nate»                |                                      |
| 2019 | «Bury Me Alive»                                    | Endorse The Art EP                   |
| 2019 | «TicToc (Brace for Impact)»                        | Endorse The Art EP                   |
| 2019 | «Hell and Back»                                    | Shapes                               |
| 2020 | «High Risk No Reward»                              | Shapes                               |
| 2020 | «Smoke You Out» (feat. Kee Marcello & Crashdiet)   | Reshaped                             |
| 2021 | «The Fall»                                         | You Are Only As Sick As Your Secrets |
| 2021 | «Stockholm Hearts»                                 | You Are Only As Sick As Your Secrets |
| 2021 | «Intoxicated Haze»                                 | You Are Only As Sick As Your Secrets |
| 2022 | «Legends»                                          | You Are Only As Sick As Your Secrets |
| 2022 | «PSYCHO»                                           | You Are Only As Sick As Your Secrets |
| 2022 | «Fight Fire With Gasoline»                         | You Are Only As Sick As Your Secrets |
| 2023 | «11»                                               | You Are Only As Sick As Your Secrets |
| 2023 | «The Scandinavian Dream»                           | TBA                                  |